# Башгумбез
Башгумбез (тадж. Башгумбез) — село в Мургабском районе Горно-Бадахшанской автономной области Республики Таджикистан. Входит в состав джамоата (сельской общины) Аличур Мургабского района.
Находится на расстоянии 75 км от райцентра (пгт. Мургаб) и 25 км от центра общины (село Аличур).
Население — 554 чел. (2017).